# Scinax chiquitanus
A Scinax chiquitanus a kétéltűek (Amphibia) osztályának békák (Anura) rendjébe és a levelibéka-félék (Hylidae) családjába tartozó faj.

## Előfordulása
A faj Bolíviában, Peruban és valószínűleg Brazíliában él. Természetes élőhelye a szubtrópusi vagy trópusi nedves síkvidéki erdők és időszakos édesvizű mocsarak. A fajt élőhelyének elvesztése fenyegeti.